# ゆり香
ゆり香（ゆりか、1992年6月24日 - ）は、日本の管理栄養士で、女性実業家、フィットネスモデル、元フリーモデル、リポーターである。夫は、MLBのボストン・レッドソックスに所属する吉田正尚。2017年10月22日に結婚。
本名は吉田 ゆりか（よしだ ゆりか）。群馬県生まれ。東京都出身。
株式会社LiLy Foodist代表。

## 経歴
在学時に渋谷でスカウトされ、モデル活動を開始。事務所には所属しない異例のフリーという形式で了承を得て活動。
ミスユニバースや日本最大級のファッションイベント関西コレクションに出演し、ニコ生の番組やイベントでリポーターも務めた。
大学卒業と同時に管理栄養士の国家試験に合格後、管理栄養士としてキャリアをリスタートさせる。
スポーツクラブやリハビリ施設で取り扱われる有酸素・筋力マシン・血圧計・体組成計などを連携して記録する、運動記録システムのIOT研究開発に携わり、フィットネスモデルを兼任する。その傍らセミナーやレシピ提案、栄養指導などを行う。スポーツアロマトレーナーを取得し、スポーツと栄養学のスペシャリストとして活動を始める。
フリーで多方面に活動する中で、株式会社LiLy Foodistを起業。現在に至る。

## 人物
- 幼少期に英会話、ピアノ、新体操、水泳を始める。
- 新体操と水泳で最上級クラスを卒業後、少年野球団に入団。主将かつ4番を務めた。
- 中学ではバスケ部に所属。背番号4、ゲームキャプテンを務めた。地区の陸上大会に推薦出場し、2・3年時には大会新記録を連年更新。選抜として都の大会に出場。
- 高校進学後はチアリーティングも行うダンス部に所属。
- 食品会社勤務の母親や医療関係者の親戚の影響もあり、管理栄養士を目指し大学に進学。
- フードスペシャリスト・栄養教諭・食育指導士・食品衛生管理者・家庭料理技能検定の資格を取得。海外研修にてハワイを訪れる。短期講習でスポーツ栄養学を学んだことがきっかけになり、スポーツ栄養の道に進む。オリンピックの栄養管理チームに属していた教授の影響とも語っている。

(以上全て要出典)

## 資格
- 管理栄養士
- フードスペシャリスト
- 栄養教諭
- 食育指導士
- 食品衛生管理者
- 家庭料理技能検定

(要出典)

## 交友関係
小学校時代のダンスを通した女性友人に、元E-girlsの生田梨沙がいる。生田梨沙とは幼馴染であり、今でも親交がある。

## 出演
- おはスタ
- じゅん散歩
- 関西コレクション
- ミスユニバース
- タカラトミー ルミデコネイル イメージガール
- PiNuP